# Sci alpino ai XXI Giochi olimpici invernali - Slalom gigante femminile
Tra le competizioni dello sci alpino ai XXI Giochi olimpici invernali di Vancouver 2010 lo slalom gigante femminile si disputò mercoledì 24 e giovedì 25 febbraio sulla pista Franz's di Whistler; la tedesca Viktoria Rebensburg vinse la medaglia d'oro, la slovena Tina Maze quella d'argento e l'austriaca Elisabeth Görgl quella di bronzo.
La gara era originariamente in programma mercoledì 24 febbraio ma la seconda manche fu rinviata a causa delle avverse condizioni meteorologiche: infatti il 24 fu caratterizzato da temperature elevate e soprattutto dalla nebbia, che si infittì prima della partenza della seconda frazione. Le condizioni meteo del 25 risultarono simili a quelle del giorno precedente, ma gli organizzatori ritennero comunque possibile lo svolgimento della prova.
Per la Maze e per la Görgl si trattò della seconda medaglia ai Giochi di Vancouver: avevano già vinto rispettivamente l'argento e il bronzo nel supergigante del 20 febbraio e nella discesa libera del 17 febbraio. L'oro andò a una sciatrice, la Rebensburg, che prima di allora aveva conquistato un solo podio in Coppa del Mondo.
Detentrice uscente del titolo era la statunitense Julia Mancuso, che aveva vinto la gara dei XX Giochi olimpici invernali di Torino 2006 disputata sul tracciato di Sestriere precedendo la finlandese Tanja Poutiainen (medaglia d'argento) e la svedese Anna Ottosson (medaglia di bronzo); la campionessa mondiale in carica era la tedesca Kathrin Hölzl, vincitrice a Val-d'Isère 2009 davanti alla Maze e alla Poutiainen.

## Risultati
| Pos. | Pett. | Atleta                     | Nazione              | Tempo 1ª manche | Pos. 1ª manche | Tempo 2ª manche | Pos. 2ª manche | Tempo totale | Distacco |
| ---- | ----- | -------------------------- | -------------------- | --------------- | -------------- | --------------- | -------------- | ------------ | -------- |
| 1    | 2     | Viktoria Rebensburg        | Germania             | 1:15,47         | 6              | 1:11,64         | 7              | 2:27,11      |          |
| 2    | 7     | Tina Maze                  | Slovenia             | 1:15,39         | 5              | 1:11,76         | 11             | 2:27,15      | +0,04    |
| 3    | 16    | Elisabeth Görgl            | Austria              | 1:15,12         | 1              | 1:12,13         | 15             | 2:27,25      | +0,14    |
| 4    | 19    | Fabienne Suter             | Svizzera             | 1:15,97         | 11             | 1:11,55         | 6              | 2:27,52      | +0,41    |
| 5    | 4     | Kathrin Zettel             | Austria              | 1:15,28         | 3              | 1:12,25         | 19             | 2:27,53      | +0,42    |
| 6    | 1     | Kathrin Hölzl              | Germania             | 1:15,81         | 10             | 1:11,77         | 12             | 2:27,58      | +0,47    |
| 7    | 10    | Eva-Maria Brem             | Austria              | 1:15,38         | 4              | 1:12,24         | 18             | 2:27,62      | +0,51    |
| 8    | 18    | Julia Mancuso              | Stati Uniti          | 1:16,42         | 18             | 1:11,24         | 3              | 2:27,66      | +0,55    |
| 9    | 8     | Taïna Barioz               | Francia              | 1:15,14         | 2              | 1:12,65         | 24             | 2:27,79      | +0,68    |
| 10   | 12    | Maria Riesch               | Germania             | 1:15,60         | 7              | 1:12,37         | 20             | 2:27,97      | +0,86    |
| 11   | 26    | Anémone Marmottan          | Francia              | 1:16,55         | 19             | 1:11,45         | 4              | 2:28,00      | +0,89    |
| 12   | 22    | Olivia Bertrand            | Francia              | 1:16,32         | 17             | 1:11,81         | 13             | 2:28,13      | +1,02    |
| 13   | 3     | Tanja Poutiainen           | Finlandia            | 1:16,16         | 13             | 1:12,01         | 14             | 2:28,17      | +1,06    |
| 14   | 23    | Sarah Schleper             | Stati Uniti          | 1:16,19         | 14             | 1:12,17         | 17             | 2:28,36      | +1,25    |
| 15   | 15    | Michaela Kirchgasser       | Austria              | 1:16,26         | 15             | 1:12,14         | 16             | 2:28,40      | +1,29    |
| 16   | 13    | Tessa Worley               | Francia              | 1:15,80         | 9              | 1:12,74         | 25             | 2:28,54      | +1,43    |
| 17   | 5     | Manuela Mölgg              | Italia               | 1:15,79         | 8              | 1:12,87         | 26             | 2:28,66      | +1,55    |
| 18   | 11    | Federica Brignone          | Italia               | 1:17,01         | 20             | 1:11,67         | 9              | 2:28,68      | +1,57    |
| 19   | 36    | Ana Drev                   | Slovenia             | 1:17,63         | 26             | 1:11,20         | 2              | 2:28,83      | +1,72    |
| 20   | 21    | Nicole Gius                | Italia               | 1:17,16         | 21             | 1:11,71         | 10             | 2:28,87      | +1,76    |
| 21   | 32    | Marie-Michèle Gagnon       | Canada               | 1:17,41         | 23             | 1:11,48         | 5              | 2:28,89      | +1,78    |
| 22   | 9     | Anja Pärson                | Svezia               | 1:16,01         | 12             | 1:12,89         | 28             | 2:28,90      | +1,79    |
| 23   | 14    | Denise Karbon              | Italia               | 1:18,22         | 30             | 1:11,15         | 1              | 2:29,37      | +2,26    |
| 24   | 6     | Maria Pietilä Holmner      | Svezia               | 1:16,28         | 16             | 1:13,35         | 29             | 2:29,63      | +2,52    |
| 25   | 39    | Britt Janyk                | Canada               | 1:18,13         | 29             | 1:11,66         | 8              | 2:29,79      | +2,68    |
| 26   | 29    | Kajsa Kling                | Svezia               | 1:17,49         | 24             | 1:12,44         | 22             | 2:29,93      | +2,82    |
| 27   | 24    | Chemmy Alcott              | Gran Bretagna        | 1:17,53         | 25             | 1:12,41         | 21             | 2:29,94      | +2,83    |
| 28   | 37    | Shona Rubens               | Canada               | 1:17,38         | 22             | 1:12,87         | 26             | 2:30,25      | +3,14    |
| 29   | 31    | Marie-Pier Préfontaine     | Canada               | 1:18,01         | 27             | 1:12,50         | 23             | 2:30,51      | +3,40    |
| 30   | 43    | Sanni Leinonen             | Finlandia            | 1:18,38         | 33             | 1:14,06         | 30             | 2:32,44      | +5,33    |
| 31   | 25    | Jessica Lindell Vikarby    | Svezia               | 1:18,34         | 32             | 1:14,37         | 31             | 2:32,71      | +5,60    |
| 32   | 27    | Megan McJames              | Stati Uniti          | 1:18,30         | 31             | 1:14,68         | 33             | 2:32,98      | +5,87    |
| 33   | 41    | Jelena Lolović             | Serbia               | 1:20,03         | 39             | 1:14,51         | 32             | 2:34,54      | +7,43    |
| 34   | 42    | Carolina Ruiz              | Spagna               | 1:19,17         | 35             | 1:15,90         | 35             | 2:35,07      | +7,96    |
| 35   | 53    | Jana Gantnerová            | Slovacchia           | 1:20,00         | 38             | 1:15,73         | 34             | 2:35,73      | +8,62    |
| 36   | 46    | Tea Palić                  | Croazia              | 1:19,95         | 37             | 1:16,17         | 36             | 2:36,12      | +9,01    |
| 37   | 38    | Ljajcan Rajanova           | Russia               | 1:20,37         | 41             | 1:16,58         | 38             | 2:36,95      | +9,84    |
| 38   | 33    | María José Rienda          | Spagna               | 1:21,22         | 45             | 1:16,23         | 37             | 2:37,45      | +10,34   |
| 39   | 49    | Nevena Ignjatović          | Serbia               | 1:20,04         | 40             | 1:17,47         | 39             | 2:37,51      | +10,40   |
| 40   | 59    | Maryja Škanava             | Bielorussia          | 1:22,18         | 46             | 1:18,20         | 41             | 2:40,38      | +13,27   |
| 41   | 54    | Žana Novaković             | Bosnia ed Erzegovina | 1:22,77         | 48             | 1:18,02         | 40             | 2:40,79      | +13,68   |
| 42   | 55    | Anna Berecz                | Ungheria             | 1:22,29         | 47             | 1:18,58         | 43             | 2:40,87      | +13,76   |
| 43   | 56    | Chirine Njeim              | Libano               | 1:23,28         | 50             | 1:18,33         | 42             | 2:41,61      | +14,50   |
| 44   | 69    | Bohdana Mac'oc'ka          | Ucraina              | 1:23,04         | 49             | 1:18,94         | 46             | 2:41,98      | +14,87   |
| 45   | 66    | Macarena Simari Birkner    | Argentina            | 1:23,29         | 51             | 1:18,73         | 44             | 2:42,02      | +14,91   |
| 46   | 52    | María Belén Simari Birkner | Argentina            | 1:23,60         | 52             | 1:18,78         | 45             | 2:42,38      | +15,27   |
| 47   | 58    | Yina Moe-Lange             | Danimarca            | 1:24,68         | 57             | 1:18,99         | 47             | 2:43,67      | +16,56   |
| 48   | 62    | Nicol Gastaldi             | Argentina            | 1:24,25         | 54             | 1:19,53         | 48             | 2:43,78      | +16,67   |
| 49   | 63    | Kim Sun-joo                | Corea del Sud        | 1:23,88         | 53             | 1:20,70         | 49             | 2:44,58      | +17,47   |
| 50   | 61    | Kirsten McGarry            | Irlanda              | 1:24,28         | 55             | 1:20,92         | 50             | 2:45,20      | +18,09   |
| 51   | 74    | Liene Fimbauere            | Lettonia             | 1:25,16         | 58             | 1:21,77         | 51             | 2:46,93      | +19,82   |
| 52   | 80    | Maja Klepić                | Bosnia ed Erzegovina | 1:27,37         | 61             | 1:22,97         | 53             | 2:50,34      | +23,23   |
| 53   | 76    | Sophia Ralli               | Grecia               | 1:27,75         | 62             | 1:22,86         | 52             | 2:50,61      | +23,50   |
| 54   | 72    | Lizaveta Kuzymenka         | Bielorussia          | 1:24,60         | 56             | 1:26,29         | 58             | 2:50,89      | +23,78   |
| 55   | 84    | Sophia Papamichalopoulou   | Cipro                | 1:28,38         | 64             | 1:23,48         | 54             | 2:51,86      | +24,75   |
| 56   | 79    | Tuğba Daşdemir             | Turchia              | 1:28,37         | 63             | 1:25,10         | 55             | 2:53,47      | +26,36   |
| 57   | 77    | Gaia Bassani Antivari      | Azerbaigian          | 1:30,82         | 66             | 1:26,05         | 57             | 2:56,87      | +29,76   |
| 58   | 81    | Kseniya Grigoreva          | Uzbekistan           | 1:31,59         | 67             | 1:25,63         | 56             | 2:57,22      | +30,11   |
| 59   | 73    | Xia Lina                   | Cina                 | 1:30,41         | 65             | 1:28,48         | 59             | 2:58,89      | +31,78   |
| 60   | 85    | Marjan Kalhor              | Iran                 | 1:36,87         | 68             | 1:28,52         | 60             | 3:05,39      | +38,28   |
|      | 48    | Andrea Jardí               | Spagna               | 1:20,41         | 42             | DNF             |                |              |          |
|      | 51    | Mireia Gutiérrez           | Andorra              | 1:20,61         | 43             | DNF             |                |              |          |
|      | 70    | Noelle Barahona            | Cile                 | 1:26,76         | 59             | DNF             |                |              |          |
|      | 86    | Ornella Oettl Reyes        | Perù                 | 1:27,25         | 60             | DNF             |                |              |          |
|      | 20    | Šárka Záhrobská            | Rep. Ceca            | 1:18,06         | 28             | DNS             |                |              |          |
|      | 35    | Veronika Zuzulová          | Slovacchia           | 1:18,96         | 34             | DNS             |                |              |          |
|      | 44    | Ana Jelušić                | Croazia              | 1:20,62         | 44             | DNS             |                |              |          |
|      | 45    | Nika Fleiss                | Croazia              | 1:19,75         | 36             | DNS             |                |              |          |
|      | 17    | Lindsey Vonn               | Stati Uniti          | DNF             |                |                 |                |              |          |
|      | 28    | Mona Løseth                | Norvegia             | DNF             |                |                 |                |              |          |
|      | 30    | Agnieszka Gąsienica-Daniel | Polonia              | DNF             |                |                 |                |              |          |
|      | 34    | Andrea Dettling            | Svizzera             | DNF             |                |                 |                |              |          |
|      | 40    | Elena Prosteva             | Russia               | DNF             |                |                 |                |              |          |
|      | 47    | Matea Ferk                 | Croazia              | DNF             |                |                 |                |              |          |
|      | 50    | Alexandra Coletti          | Monaco               | DNF             |                |                 |                |              |          |
|      | 57    | Zsófia Döme                | Ungheria             | DNF             |                |                 |                |              |          |
|      | 60    | Maya Harrisson             | Brasile              | DNF             |                |                 |                |              |          |
|      | 64    | Sofie Juárez               | Andorra              | DNF             |                |                 |                |              |          |
|      | 65    | Maria Kirkova              | Bulgaria             | DNF             |                |                 |                |              |          |
|      | 68    | Tiiu Nurmberg              | Estonia              | DNF             |                |                 |                |              |          |
|      | 71    | Petra Zakouřilová          | Rep. Ceca            | DNF             |                |                 |                |              |          |
|      | 75    | Cynthia Denzler            | Colombia             | DNF             |                |                 |                |              |          |
|      | 78    | Nino Tsiklauri             | Georgia              | DNF             |                |                 |                |              |          |
|      | 82    | Ljudmila Fedotova          | Kazakistan           | DNF             |                |                 |                |              |          |
|      | 83    | Ani-Matilda Serebrakian    | Armenia              | DNF             |                |                 |                |              |          |
|      | 67    | Anastasija Skrjabina       | Ucraina              | DSQ             |                |                 |                |              |          |

Legenda:

DNF = prova non completata

DSQ = squalificata

DNS = non partita

Pos. = posizione

Pett. = pettorale
1ª manche:

Data: mercoledì 24 febbraio

Ore: 10.00 (UTC-8)

Pista: Franz's

Partenza: 1 177 m s.l.m.

Arrivo: 805 m s.l.m.

Lunghezza: 1 309 m

Dislivello: 372 m

Porte: 49

Tracciatore: Christian Schwaiger (Germania)
2ª manche:

Data: giovedì 25 febbraio

Ore: 9.30 (UTC-8)

Pista: Franz's

Partenza: 1 177 m s.l.m.

Arrivo: 805 m s.l.m.

Lunghezza: 1 309 m

Dislivello: 372 m

Porte: 48

Tracciatore: Anders Pärson (Svezia)